# De Mexicaanse Hond

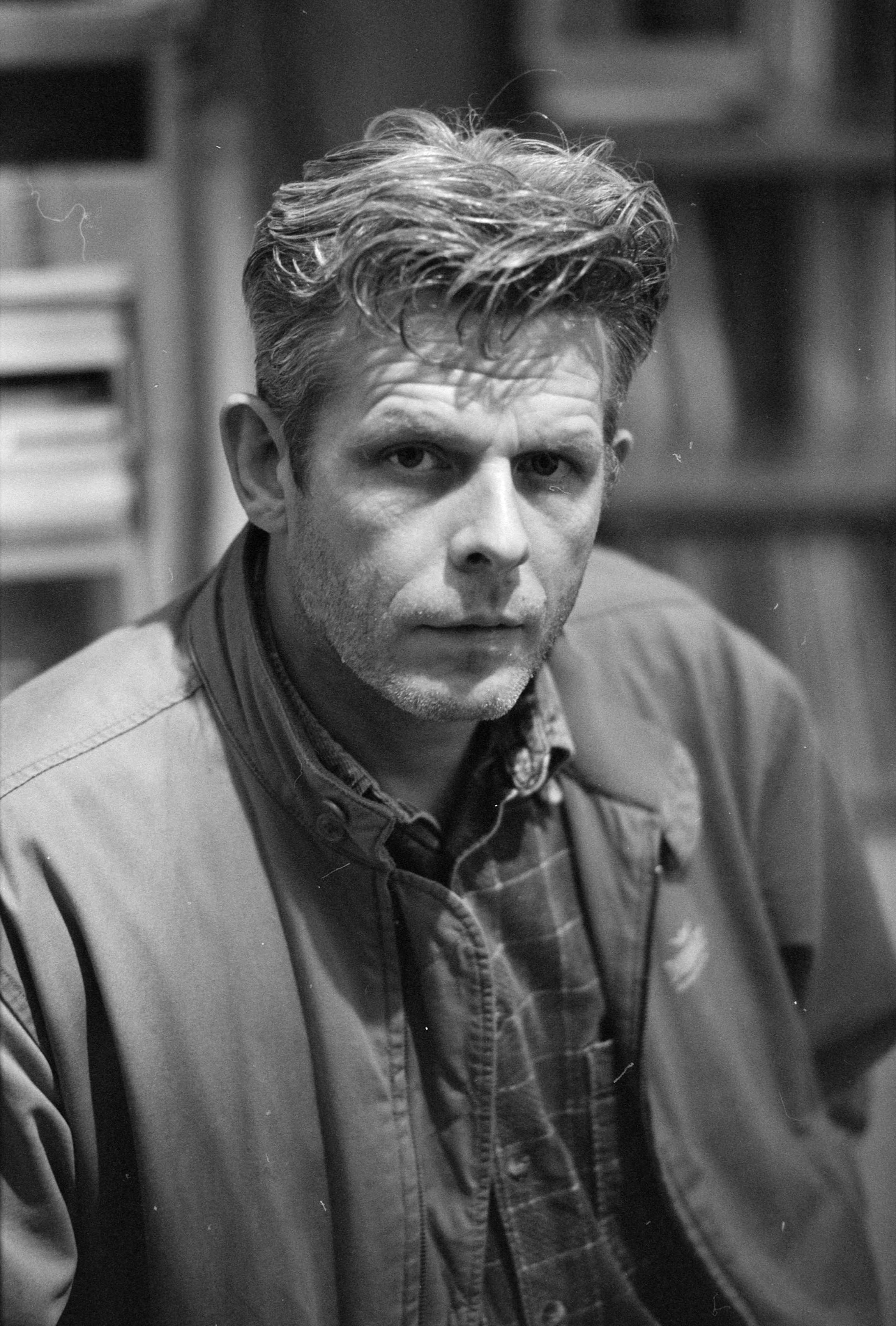
Alex van Warmerdam, 1996

De Mexicaanse Hond (deutsch: Der mexikanische Hund) ist eine Theatergesellschaft unter Leitung des Autors, Regisseurs, Bühnenbildners und Filmemachers Alex van Warmerdam.

## Geschichte
1980 löste sich die 1972 in Amsterdam gegründete Theatergesellschaft Hauser Orkater, zu deren Gründungsmitgliedern Van Warmerdam gehört, auf. Einige arbeiteten mit Van Warmerdam unter dem Namen De Mexicaanse Hond weiter. Die Produktionen werden aber durch die, ebenfalls aus Hauser Orkater entstammende, Theaterkompanie Orkater produziert.

## Wirken
Mitwirkende bei De Mexicaanse Hond waren und sind neben vielen anderen: die Schauspielerin und Ehefrau Warmerdams Annet Malherbe, Marc Warmerdam (Bruder), die Schauspielerin Liz Snoijink, der Theaterregisseur und Schauspieler Kees Hulst und der Schauspieler Pierre Bokma.  
Die Produktionen zeichnen sich durch die Verarbeitung der Absurdität des Alltags und einen „spannungsartigen Unterton“ aus. In einer Eigenbeschreibung werden die Texte als prägnant, von schwarzem Humor und einer harten Sprache durchdrungen betrachtet. Lyrische Abschweifungen gehören jedoch ebenfalls dazu.  

## Name
Der Name entstammt dem Umfeld des Musikpädagogen und Radioamateurs Maurice Martenot (1889–1980), der das nach ihm benannte Ondes Martenot entwarf. Martenot war im Ersten Weltkrieg als Funker im Einsatz und begeisterte sich für die Geräusche, die überlagernde Oszillatorschwingungen erzeugen. Da sich diese nach Meinung amüsierter Zuhörer wie das Gewinsel von Chihuahuas, einer mexikanischen Hunderasse, anhörte, erhielt er den Beinamen le chien mexicain.

## Theaterproduktionen
- Broers (1980)
- Graniet (1982)
- De Wet van Luisman (1984)
- Onnozele Kinderen (1986)
- De Leugenbroeders (1988)
- Het Noorderkwartier (1990)
- Kaatje is Verdronken (1993)
- Kleine Teun (1996)
- Adel Blank (2000, in einer Koproduktion mit der Kompanie De Trust (1988–2001))
- Welkom in het Bos (2002)
- De Verschrikkelijke Moeder (2004)
- Wees ons genadig (2007)
- Bij het kanaal naar links (2011, zusammen mit der Gesellschaft Olympique Dramatique)
- Het Gelukzalige (2016, mit Olympique Dramatique)